# جوزف آگیریبا
جوزف آگیریبا (انگلیسی: Joseph Agyriba؛ زادهٔ ۱۳ فوریهٔ ۱۹۸۹) بازیکن فوتبال اهل فرانسه است.
از باشگاه‌هایی که در آن بازی کرده‌است می‌توان به باشگاه فوتبال آ. ا. ک آتن، باشگاه فوتبال ستاره سرخ، و باشگاه فوتبال بنونتو اشاره کرد.